# Karl Friedrich Christian Hasselmann
Karl Friedrich Christian Hasselmann (* 31. März 1794 in Plön; † 15. April 1882 in Kiel) war ein deutscher Pfarrer und Politiker.

## Leben
Als Sohn des Amtsverwalters Zacharias Hasselmann (1758–1830) geboren, besuchte Karl Hasselmann das Katharineum zu Lübeck bis zu seinem Abschluss Michaelis 1812 (zusammen mit Heinrich Riemann).  und studierte Evangelische Theologie in Kiel und Göttingen. Während seines Studiums wurde er 1812 Mitglied der Burschenschaft Holsatia Kiel und 1813 der Alten Kieler Burschenschaft. Nach seiner Abschlussprüfung 1817 in Glückstadt wurde er 1819 Pfarrer in Sarau, 1832 in Altenkrempe und 1854 an der St. Nikolai-Kirche in Kiel, wo er bis 1866 als Hauptpastor wirkte. 1853 war er Abgeordneter der Holsteinischen Ständeversammlung.
Hasselmann liegt auf dem Kieler Südfriedhof begraben.

## Ehrungen
- Danebrogorden, Ritterkreuz (1. Januar 1856)